# Irán en los Juegos Olímpicos de Milán-Cortina d'Ampezzo 2026
Irán participará en los Juegos Olímpicos de Milán-Cortina d'Ampezzo 2026. El responsable del equipo olímpico es el Comité Olímpico Nacional de la República Islámica de Irán, así como las federaciones deportivas nacionales de cada deporte con participación.